# Chapmanville
Chapmanville is een plaats (town) in de Amerikaanse staat West Virginia, en valt bestuurlijk gezien onder Logan County.

## Demografie
Bij de volkstelling in 2000 werd het aantal inwoners vastgesteld op 1211.
In 2006 is het aantal inwoners door het United States Census Bureau geschat op 1141, een daling van 70 (-5,8%).

## Geografie
Volgens het United States Census Bureau beslaat de plaats een oppervlakte van
1,8 km², waarvan 1,7 km² land en 0,1 km² water. Chapmanville ligt op ongeveer 224 m boven zeeniveau.

## Plaatsen in de nabije omgeving
De onderstaande figuur toont nabijgelegen plaatsen in een straal van 16 km rond Chapmanville.